# Affäre Rambousek
Die Affäre Rambousek war ein Korruptionsskandal, der 1918 in Salzburg aufgedeckt wurde. Der hochrangige Landesbeamte Eduard Rambousek hatte durch jahrelange Unterschlagungen ein Privatvermögen von über 7 Millionen Kronen erlangt. 

## Affäre
Der aus Böhmen gebürtige Jurist Rambousek (1873–1918) war – nicht zuletzt aufgrund seiner guten Kontakte zu Erzherzog Franz Ferdinand – früh in Führungspositionen der Salzburger Landesverwaltung gelangt. Ab 1914 leitete er die Präsidialkanzlei der Landesregierung, das Militärreferat, die Flüchtlingsfürsorge, die Rechnungsabteilung und ab Frühjahr 1918 auch die Ernährungsabteilung. Rambousek genoss das uneingeschränkte Vertrauen des Landespräsidenten Felix von Schmitt-Gasteiger, der ihm sogar Blanko-Unterschriften gab. Schmitt-Gasteiger war über einige der Machenschaften seines Untergebenen im Groben informiert, jedoch nicht über deren gigantisches Ausmaß. 
Rambousek unterschlug vor allem Gelder aus dem Notstandsbudget (für Brand- und Hochwasserkatastrophen) und der Flüchtlingsfürsorge. Der Fonds für Flüchtlingshilfe stand unter alleiniger Verfügungsgewalt Rambouseks. Außerdem verkaufte er Lebensmittel der Landes-Lebensmittel-Beschaffungsstelle, die er zuerst gegen hohe Provisionszahlungen zu überhöhten Preisen gekauft hatte, auf dem Schwarzmarkt. Einige der knappen Lebensmittel (z. B. Eier, Mehl) verteilte Rambousek auch an Bekannte. Die unterschlagenen Gelder veranlagte der Beamte auf einem Privatkonto, welches er als „Invalidenfonds“ tarnte.

## Aufdeckung
Die zunehmend kritische Ernährungslage der Salzburger Bevölkerung führte am 19. September 1918 zu Ausschreitungen während einer Demonstration in der Stadt Salzburg, bei der wütende Bürger Rambousek und Schmitt-Gasteiger als Hauptschuldige an ihrer Situation bezeichneten. 
Ende Oktober wurde ein Salzburger Kaufmann unter dem Verdacht des Schleichhandels mit Zucker verhaftet. Der Kaufmann verwies auf einen leitenden Angestellten der Landes-Lebensmittel-Beschaffungsstelle, in dessen Besitz sich schließlich gehortete Lebensmittel in großer Menge fanden. Dieser belastete den Direktor der Stelle, der sich wiederum auf Rambouseks Anordnungen berief und erwähnte, dass dieser vor kurzem erst hohe Geldsummen behoben habe. Ende Oktober 1918 bildete Heinrich Lammasch, ein Bekannter Rambouseks, in Wien eine neue Regierung. Rambousek bot dem Ministerpräsidenten an, in diplomatischer Mission ins Ausland zu reisen. Am 5. November – wenige Stunden vor seiner geplanten Flucht – wurde er in Wien verhaftet. Bei ihm fand man Geldscheine und Wertpapiere in Höhe von über 6 Millionen Kronen. Rambousek war in der Haft geständig und beging am 16. November 1918 in seiner Zelle Selbstmord. Zwei seiner Untergebenen wurden 1919 zu Haftstrafen verurteilt; auf höherer Ebene hatte die Affäre Rambousek hingegen keine Konsequenzen.